# David Herrero
David Herrero Llorente (Bilbao, 18 oktober 1979) is een Spaans voormalig wielrenner.

## Belangrijkste overwinningen
2002
- 1e etappe Ronde van Castilië en Leon

2003
- 1e etappe Ronde van Rioja

2004
- 2e etappe Ronde van Asturië
- Prueba Villafranca de Ordizia

2005
- GP Llodio
- 4e etappe deel B Euskal Bizikleta
- 2e etappe Clásica Internacional de Alcobendas y Villalba
- 5e etappe Ronde van Burgos

2006
- 5e etappe Euskal Bizikleta

2008
- 3e etappe Ronde van het Baskenland

2009
- 3e etappe Ronde van Madrid

## Resultaten in voornaamste wedstrijden
| Jaar | Ronde van Italië | Ronde van Frankrijk | Ronde van Spanje |
| ---- | ---------------- | ------------------- | ---------------- |
| 2004 |                  |                     | 73e              |
| 2005 |                  | opgave              |                  |
| 2006 |                  |                     |                  |
| 2007 |                  |                     | 33e              |
| 2008 |                  |                     | 47e              |
| 2009 |                  |                     | 28e              |

| Jaar | Milaan-San Remo |  | Wereldranglijsten |
| ---- | --------------- |  | ----------------- |
| 2004 |                 |  |                   |
| 2005 | 54e             |  |                   |
| 2006 |                 |  | 165e (UPT)        |
| 2007 |                 |  |                   |
| 2008 |                 |  |                   |
| 2009 |                 |  | 164e (UWK)        |